# Khướu bụi đầu xám
Khướu bụi đầu xám (danh pháp hai phần: Stachyris poliocephala) là một loài chim trong họ Họa mi. Loài này được tìm thấy ở Brunei, Indonesia, Malaysia, và Thái Lan. Môi trường sinh sống của nó là rừng đất thấp ẩm nhiệt đới hoặc cận nhiệt đới.